# Wolfgang Bleck
Wolfgang Bleck (* 8. Mai 1951 in Duisburg) ist ein deutscher Ingenieur, Werkstoffwissenschaftler und Hochschullehrer.

## Leben
Bleck studierte von 1970 bis 1975 Metallkunde an der Technischen Universität Clausthal als Stipendiat des VDEh mit Diplom-Abschluss. Er blieb dort am Institut für Metallkunde und Metallphysik und wurde 1979 mit seiner Dissertation Untersuchungen über die Rekristallisation von Cu und AlMn 1 mit Hilfe von Volumen- und Anzahlverteilungen promoviert. 1980 wurde er Wissenschaftlicher Mitarbeiter in der Forschung der Thyssen AG und dann Abteilungsleiter in der Forschung, zuständig für die Entwicklung von Feinblech für die Automobilindustrie. Im Mittelpunkt stand die Verbesserung der Umformeigenschaften der speziellen Stähle und die Optimierung der Verarbeitungsprozesse.
1994 wurde Bleck Leiter des Instituts für Eisenhüttenkunde der RWTH Aachen als Nachfolger von Winfried Dahl. Seine bisherigen Arbeitsgebiete mit verstärkter Grundlagenforschung bildeten einen wesentlichen Teil der Institutsarbeit. Von besonderer Bedeutung sind seine Arbeiten zu kaltumformbaren und hochfesten Stählen, zu Leichtbaustrukturen und zur Modellierung von Werkstoffeigenschaften und Fertigungsprozessen.
Früh wurde Bleck in den erweiterten Vorstand des VDEh berufen. Insbesondere hat er fortwährend im VDEh-Werkstoffausschuss und dessen Unterausschüssen mitgearbeitet. In den Jahren 2005–2012 war Bleck Mitglied des Fachbeirats des Max-Planck-Instituts für Eisenforschung.

## Ehrungen
- Charles-Hatchett-Award der Materials Society (London 1990 und 2001)
- Ehrenprofessor der Northeastern University (Shenyang) (1995)
- Adjunct Professor der POSTECH (2005)
- Ehrenprofessor des Shougang Research Institute of Technology in Peking (2006)
- Appointed Baosteel Professor (2006–2009/2010–2013)
- Humboldt Reciprocity Award des Indian Council of Scientific and Industrial Research (2008)
- Werner-Köster-Preis der Deutschen Gesellschaft für Materialkunde (2012)
- China Distinguished Materials Scientist Award (2013)
- Peter-Ritter-von-Tunner-Medaille der Austrian Society for Metallurgy and Materials (ASMET, 2015)
- Außerordentliches Mitglied der Deutschen Akademie der Technikwissenschaften (acatech, 2019)